# Genero al verde
Genero al verde (titolo originale: The Brinkmanship of Galahad Threepwood) è un romanzo umoristico di P. G. Wodehouse pubblicato in volume nel 1964.
È il nono romanzo della "Saga del castello di Blandings"; gli eventi sono immediatamente successivi al fidanzamento di Veronica Wedge col milionario americano Tipton Plimsoll, descritto in Luna piena. La trama, molto complessa, è costituita da numerose vicende che saranno risolte brillantemente da Galahad Threepwood, il fratello cadetto di Lord Emsworth.

## Storia editoriale
Il romanzo fu pubblicato per la prima volta in volume negli Stati Uniti il 31 dicembre 1964 dall'editore Simon & Schuster col titolo The Brinkmanship of Galahad Threepwood, e con una dedica dell'autore a Scott Meredith, "principe degli agenti letterari e al migliore degli amici"; fu pubblicato quindi nel Regno Unito dalla casa editrice di Herbert G. Jenkins di Londra il 26 agosto 1965 con qualche modifica, privo della dedica e col titolo Galahad at Blandings.
La versione britannica della Jenkins fu tradotta in lingua italiana una prima volta da Sario Agnati nel 1966 per la Federico Elmo col titolo Genero al verde; una seconda traduzione, ad opera di Riccardo Mainardi, fu pubblicata dalla Guanda e dalla Tea col titolo Un intrigo a Blandings.

## Trama
Lady Hermione Wedge agisce da castellana di Blandings, dopo che sua sorella Constance si è recata a New York per sposare James Schoonmaker. Lady Hermione assume Sandy Callender, una efficiente segretaria per Lord Emsworth; Lady Hermione briga inoltre perché Lord Emsworth sposi Dame Daphne Winkworth, autoritaria preside di un collegio femminile da poco vedova. Nel frattempo a Blandings sono presenti molti ospiti fra cui anche Galahad, il fratello cadetto di Lord Emsworth. I coniugi Wedge sono in attesa del matrimonio della loro figlia Veronica col milionario americano Tipton Plimsoll, quando Lord Emsworth li informa per errore che Tipton ha perso tutti i suoi soldi; i coniugi Wedge decidono che il fidanzamento fra Veronica e Tipton debba essere interrotto.
Numerose vicende del romanzo riguardano l'Imperatrice di Blandings, la grossa scrofa vanto e orgoglio di Lord Emsworth. Huxley, l'odioso figlio adolescente di Dame Daphne, vorrebbe liberare l'Imperatrice di Blandings affinché perda peso; l'Imperatrice è sorvegliata da una guardiana, l'atletica e imponente Monica Simmons corteggiata dal piccolo e povero musicista Wilfred Allsop; Wilfred viene assunto come insegnante di musica da Dame Daphne, purché si mantenga astemio; Sorpreso da Huxley mentre sta bevendo del whisky, Wilfred lascia cadere la bottiglietta con il liquore nel trogolo della scrofa; l'Imperatrice si ubriaca e morde un dito a Huxley, per cui Lord Emsworth teme che il maiale possa essersi infettata dal contatto col sangue dell'esecrabile adolescente. La segretaria di Lord Emsworth, Sandy, è amata dal giovane Bagshott che Galahad riesce a introdurre nel castello spacciandolo per Augustus Whipple, un famoso esperto di maiali (comunque anche il vero Augustus Whipple vorrebbe venire a Blandings per visitare la famosa Imperatrice).
Lady Hermione convince la figlia Veronica ad annunciare per lettera a Tipton la rottura del fidanzamento; i segni di ricchezza di Tipton sono tuttavia inequivocabili, e i Wedge sono terrorizzati per le possibili conseguenze dell'improvvida lettera che viene intercettata da Galahad e utilizzata come arma di ricatto per risolvere l'intricata situazione: riavvicinamento degli innamorati (Tipton e Vanessa, Sandy e Bagshott, Monica e Wilfred), risoluzione delle difficili condizioni economiche in cui versano Bagshott e Wilfred, allontanamento dei Winkworth, ritorno alla serenità per Lord Emsworth e l'Imperatrice di Blandings.

## Personaggi
(in ordine di apparizione)
Tipton Plimsollgiovane americano, ricco erede dei Grandi Magazzini Tipton's, fidanzato di Veronica Wedge, amico di Wilfred Allsop
Wilfred Allsop ("Willy")piccolo e povero pianista inglese, cugino di Veronica, assunto come insegnante di musica nella scuola di Dame Daphne, viene però licenziato prima ancora che la scuola inizi; Tipton lo assumerà infine nella sua casa editrice musicale; innamorato di Monica Simmons
Agente Garrowaypoliziotto americano gentile e di buon cuore
Galahad Threepwood ("Gally")figlio cadetto dell'ottavo conte di Emsworth, fratello di Clarence, cinquantasettenne, scapolo, con folti capelli grigi, elegante, affabile, di aspetto giovanile, gode di ottima salute nonostante le insalubri abitudini di vita
Sebastian Beachmaggiordomo del castello di Blandings
Alexandra Callender ("Sandy")neo-segretaria di Lord Emsworth, già fidanzata di Samuel Galahad Bagshott
Veronica Wedgebellissima ma vanesia e sciocca figlia ventitreene di Lady Hermione e del col. Egbert Wedge, nipote di Lord Emsworth e di Galahad Threepwood, fidanzata di Tipton
Lady Hermione Wedgesorella autoritaria di Lord Emsworth; bassa e grassa, simile a una cuoca nell'aspetto; sposata da 24 anni col colonnello Egbert Wedge, madre di Veronica
Colonnello Egbert Wedgemarito di Lady Hermione e cognato di Lord Emsworth, padre di Veronica
Samuel Galahad Bagshottfiglio di "Boko" (amico di Gally defunto), avvocato, membro del "Drones Club", robusto, sportivo, non bello (naso schiacciato, orecchie a sventola), scrittore di libri per l'infanzia, aspirante editore, ama Sandy Callender; ospite al castello di Blandings come Augustus Whipple
Clarence Threepwood, Nono Conte di Emsworthproprietario del castello di Blandings; molto distratto; membro del Senior Conservative Club di Londra; ama la tranquillità, i fiori e soprattutto l'imperatrice di Blandings; vessato dalle sue numerose sorelle (in questo romanzo a Blandings c'è soltanto Hermione; la sorella Constance è a New York, dove si è recata per sposare il milionario James Schoonmaker)
Monica Simmonsgiunonica laureata in agraria, custode dell'Imperatrice di Blandings, ama Willy
Imperatrice di Blandingsscrofa nera del Berkshire di proprietà di Lord Emsworth; in gara con più bei maiali d'Inghilterra al concorso della sezione Maiali grassi alla Fiera agricola annuale dello Shropshire, che peraltro ha già vinto tre volte
Dame Daphne Littlewood ved. Winkworthvedova, direttrice di una scuola femminile, madre del giovane Huxley, corteggiata in gioventù da Lord Emsworth
Huxley Winkworthfiglio di Dame Daphne, adolescente ripugnante, desidera che l'Imperatrice di Blandings perda peso
George Cyril Wellbelovedgià guardiano dell'Imperatrice di Blandings alle dipendenze di Lord Emsworth, ora vive a Wolverhampton dove possiede un pub
Marlene Wellbelovednipote di George Cyril, barista all'Emsworth Arms
Agente Evanspoliziotto a Market Blandings
Augustus Whippleautore del libro preferito di Lord Emsworth (Della cura dei Suini, Popgood and Grooly, 35 scellini)
Stokes e Thomascamerieri a Blandings

## Critica
Per il linguista Robert Anderson Hall, il segno distintivo dello stile di Wodehouse e la maggior fonte di ilarità è il linguaggio. Per Guido Almansi, «A prima lettura e a una analisi superficiale l’arte di Wodehouse sembra funzionare soprattutto al livello del plot, della trama grottesca (...) Ma forse il meglio di Wodehouse non si manifesta nel plot bensì nella scenetta comica, nella situazione grottesca, nella vignetta umoristica, nella combinazione farsesca, nel fortuito convergere di diversi itinerari umani in un punto affollato nello spazio e nel tempo (il modo di questa convergenza sembra del tutto casuale ed è invece frutto di una elaboratissima preparazione)». Almansi esamina la scena cruciale in cui Samuel Bagshott riconosce nell'Imperatrice di Blandings i segni dell'ubriachezza che aveva visto varie volte nei suoi amici del Drones Club. Commenta Almansi: «La sbronza della scrofa diventa un punto d'incontro, un nodo ferroviario, di diversi destini, perché matrimoni, eredità, fidanzamenti, impieghi remunerativi, licenziamenti, tutto dipende dal modo in cui lo spiacevole animale manifesterà i postumi dell'ubriachezza». Per Richard Usborne, la trama di questo romanzo è molto intricata e viene dipanata sbrigativamente, soprattutto col ricorso alla menzogna da parte di Galahad

## Edizioni
- (EN) The Brinkmanship of Galahad Threepwood, 1ª ed., New York, Simon & Schuster, 1964, ISBN 06-7110-550-7.
- (EN) Galahad at Blandings, 1ª ed., London, H. Jenkins, 1965, ISBN 02-5765-840-8.
- Genero al verde [Galahad at Blandings], collana Coll. Moderna libreria straniera; 28, traduzione di Sario Agnati, Milano, F. Elmo, 1966  [1965].
- Un intrigo a Blandings [Galahad at Blandings], collana Coll. Narratori della Fenice, traduzione di Riccardo Mainardi, Parma, U. Guanda, 1997  [1965], ISBN 88-7746-653-7.
- Un intrigo a Blandings: romanzo, collana Coll. TEAdue; 719, traduzione di Riccardo Mainardi, Milano, TEA, 1999, ISBN 88-7818-555-8.
- Un intrigo a Blandings: romanzo, collana Coll. TEA Biblioteca; 67, traduzione di Riccardo Mainardi, Milano, TEA, 2022, ISBN 978-88-502-6477-3.